# 完顔重節
完顔 重節（かんがん じゅうせつ、生没年不詳）は、金の廃帝海陵王の妃嬪。太宗の曾孫で完顔氏の一族であり、また母である蒲察阿里虎も海陵王の妃嬪であった。

## 生涯
父は皇族の阿虎迭（蒲魯虎の子）であり、母は美貌で知られた蒲察阿里虎。
母である阿里虎は正隆2年（1157年）に海陵王の妃とされた。しかしその後、海陵王は重節とも関係を持った。それを知った阿里虎は激怒し、重節を強く非難して頬を平手打ちにした。海陵王はこれを知ると阿里虎に対して怒り、彼女を正隆5年（1160年）に絞殺した。
重節は郕国夫人とされており、さらに昭妃に進み、蓬萊県主とされた。その後の事跡は不明であり、海陵王が殺害された前後にどのような状態にあったかはわからない。

## 醒世恒言
重節が海陵王の妃となった経緯は、明末の口語小説集『醒世恒言』の一編の題材ともなっている。
重節は13歳の美少女で、母が後宮に入ると同行した。たまたま海陵王が彼女を見かけて欲情し、自分の妾にしようと考えた。ある夜、海陵王は後宮の重節の部屋に忍び込んで灯りをつけ、裸の宮女を何人か連れ込んで戯れた。笑声を聞いた重節が顔を覗かせると、海陵王と宮女たちは行為に及んでいるところだった。重節は頬を紅潮させて逃げ出そうとしたが、海陵王は彼女を無理やり部屋に引きずりこんで犯した。こうして、重節は海陵王の妻妾になった。